# Josina Machel
Josina Machel, ursprungligen Abiathar Muthemba, född 10 augusti 1945 vid kusten i provinsen Inhambane, Moçambique, död 7 april 1971 i Dar es Salaam i Tanzania, var en politisk aktivist som redan i tonåren gick med i befrielserörelsen FRELIMO. Hon blev en nyckelperson i befrielsekampen och en feministisk ikon.

## Biografi
Josina Muthemba föddes i ett blandäktenskap. Hennes farfar var presbyteriansk pastor, hennes far var sjuksköterska och hennes mor var afrikan och familjen var motståndare mot det koloniala systemet. Machel var en av få afrikanska flickor som fick gå i skola i den närliggande byn Xai-Xai från sju års ålder.
Efter fyra år i grundskola flyttade Muthemba till sin mormor i Lourenço Marques och kom in på en handelskola och lärde sig bokföring och teknik. Vid 15 års ålder gick hon med i den mocambikianska studentkåren. Tre år senare flydde hon och en grupp studenter med bland andra Armando Guebuza ut ur landet för att gå med i FRELIMO, Moçambiques befrielserörelse med en bas i Tanzania. De kom bara till gränsen mellan Sydrhodesia och Zambia där de greps och återfördes till polisen i Lourenço Marques. Muthemba satt i fängelse i fem månader och släpptes när hon fyllt 19 år efter internationella påtryckningar.

## Befrielsekriget

### Kvinnodetachement
Muthemba började arbeta på det Moçambikanska institutet i Dar es-Saalam. Institutet var skola för civil och militär utbildning av FRELIMO:s soldater. Hon blev assistent till institutets chef Janet Mondlane. Efter bara ett år föreslog Muthemba att en kvinnlig avdelning, ett kvinnodetachement skulle bildas för att mobilisera
kvinnor till Frelimo. Den första gruppen skickades ut på den moçabikanska landsbygden med både militära och politiska uppgifter. Försöket föll väl ut och därefter ordnade Frelimo militär träning för 25 kvinnor i Nachingwea i södra Tanzania. Chef för den militära träningen var Samora Machel och Muthemba och Mashel lärde känna varandra.

### Arbete i befriade områden
År 1967–1968 befriades provinserna Cabo Delgado och Niassa. Josina Muthemba och andra kvinnliga soldater skickades till Cabo Delgado för att hjälpa landsortsbefolkningen och förklara Frelimos mål och politik. I juli 1968 blev Muthemba utsedd till delegat vid Frelimos andra kongress som hölls i provinsen Niassa. Hon kunde framföra sin starka övertygelse om att kvinnor behövdes i befrielsekampen. Många konservativa män var tveksamma, men kongressen beslutade ändå att godkänna kvinnodetachement och Muthemba valdes till ordförande i Frelimos kvinnoförbund, endast 23 år gammal. Detta uppdrag innebar att hon måste resa på internationella konferenser om kvinnors rättigheter och hon framförde ständigt hur viktigt det var att kvinnor deltog i det politiska, ekonomiska och sociala arbetet.

### 1969–1971
Den 3 februari 1969 mördades Frelimos ordförande, Eduardo Mondlane på uppdrag av Portugals säkerhetspolis PIDE. Frelimo höll på att splittras, men en extra inkallad kongress kunde enas om att välja Samora Machel till ordförande och Marcelino dos Santos till vice ordförande. År 1969 blev ett händelserikt år för Josina Muthemba. Hon utses till chef för Frelimos avdelning för sociala frågor och bygger upp barnavårdcentraler och utbildningscentra i de befriade områdena i norra Moçambique. Efter mordet på Mondlane flyttar hon in till Janet Mondlane som stöd och hjälp. 
I maj gifte hon sig med Samora Machel på utbildningscentret i Tunduru i södra Tanzania. I slutet av november föddes deras son som döps till Samito. Redan efter ett par veckor började Josina Machel arbeta i provinserna Cabo Delgado och Niassa medan deras son omhändertas av en amma i Dar es Saalam.
Men hon led av magbesvär och reser till Moskva för vård. Diagnos var levercancer och rekommendation vila och en strikt diet. Machel återvände till Frelimo och fortsatte sitt sociala arbete i Niassa. Året därpå ledde hon ett möte i Cabo Delgado med 1000 deltagare. Efter mötet reste hon till Dar es-Salaam. Den 7 april 1971 dog Josina Machel på Muhimbili sjukhus.

## Eftermäle (urval)
- 1972–Frelimo utlyser den 7 april som Nationella kvinnodagen i Moçambique.
- 1976–Högstadieskolan ”Liceu Salazar” i Maputo döps om till ”Josina Machel Secondary School”.
- 1977–Maria Pia-hospital i Luanda, Angola döps om till ”Hospital Josina Machel”.
- 1980–Rua Josina Machel i distriktet Bangu, Rio de Janeiro.

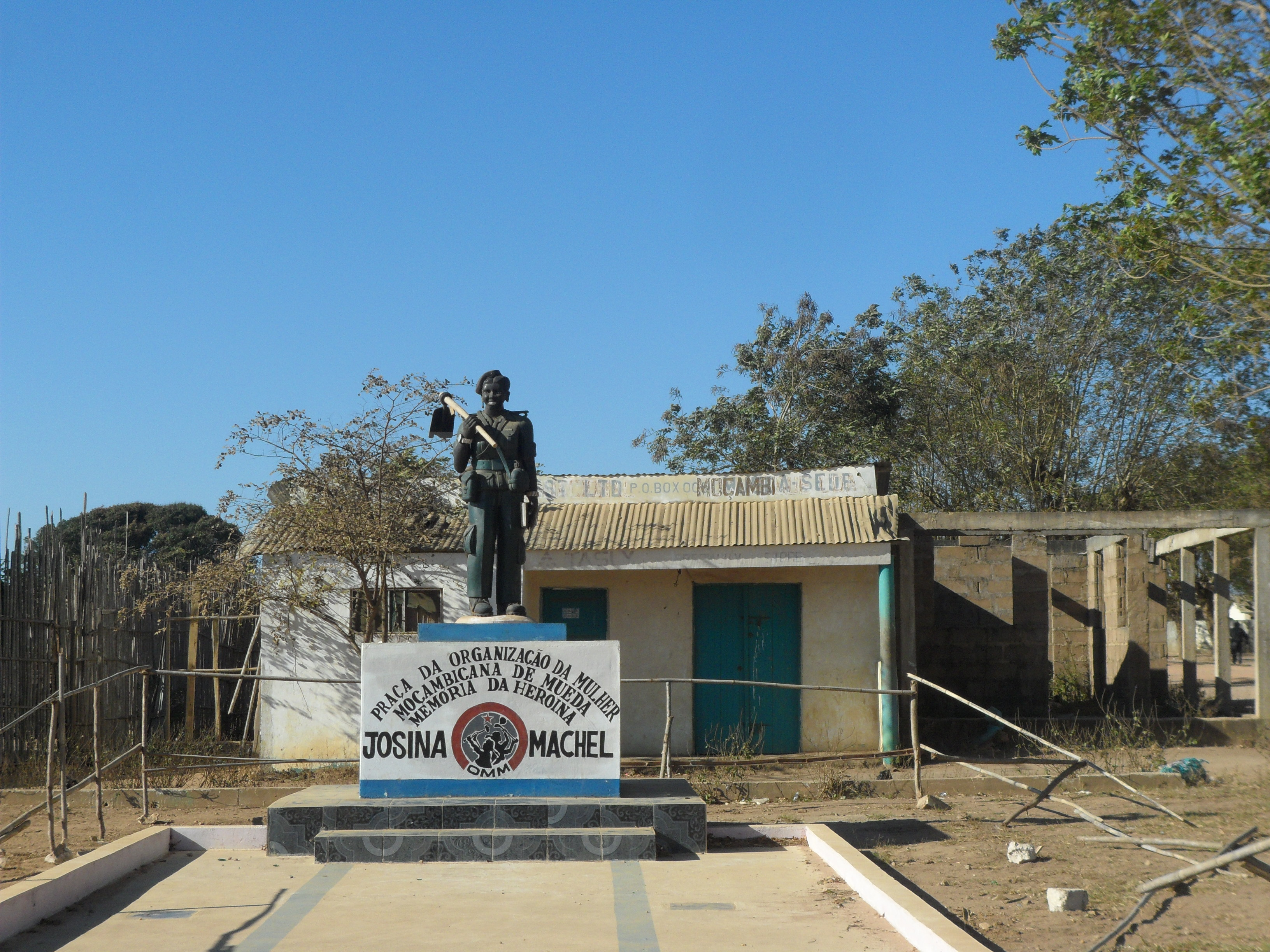
Staty Josina Machel i Mueda, Cabo Delgado
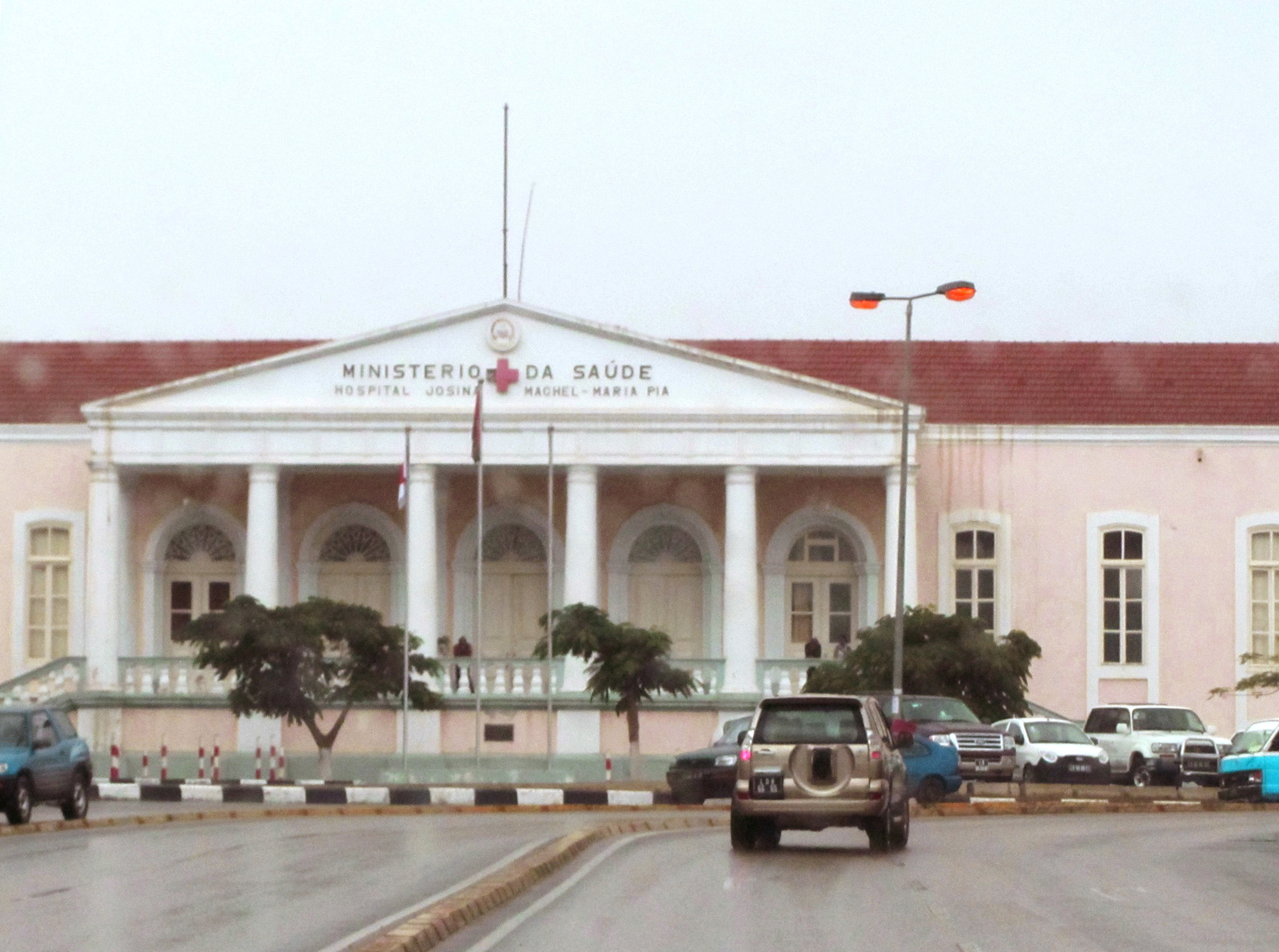
Luanda-Hospital Josina Machel
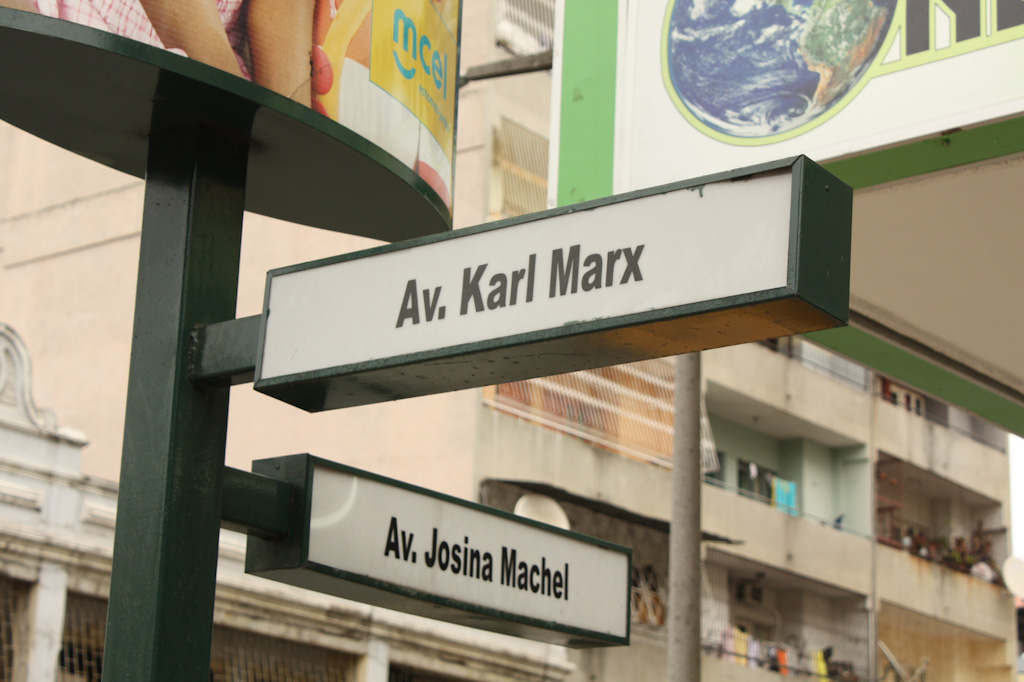
Avenida Karl Marx och Avenida Josina Machel i Maputo